# Anticorpo a dominio singolo
Un anticorpo a dominio singolo (sdAb), noto anche come nanocorpo (o in inglese nanobody), è un frammento di anticorpo costituito da un singolo dominio di anticorpo monomerico variabile. Come un intero anticorpo, è in grado di legarsi selettivamente a uno specifico antigene. Con un peso molecolare di soli 12-15 kDa, gli anticorpi a dominio singolo sono molto più piccoli degli anticorpi comuni (150-160 kDa) che sono composti da due catene proteiche pesanti e due catene leggere, e anche più piccoli dei frammenti Fab (~ 50 kDa, una catena leggera e mezza catena pesante) e frammenti variabili a catena singola(~ 25 kDa, due domini variabili, uno da una catena leggera e uno da una catena pesante).

Un anticorpo a catena pesante di uno squalo (a sinistra) e di un camelide (al centro) confrontati a un comune anticorpo (a destra). Le catene pesanti sono mostrate in una tonalità più scura, le catene leggere in una tonalità più chiara. V_{H} e V _{L} sono le regioni variabili, mentre C_{H} sono le regioni costanti.

I primi anticorpi a dominio singolo sono stati trovati partendo da anticorpi a catena pesante trovati nei camelidi; questi sono chiamati VH frammenti H. I pesci cartilaginei hanno anche anticorpi a catena pesante (IgNAR, "nuovo recettore dell'antigene dell'immunoglobulina"), da cui è possibile ottenere anticorpi a dominio singolo chiamati frammenti VNAR.
Un approccio alternativo consiste nello scindere i domini delle variabili dimeriche dalle comuni immunoglobuline G (IgG) da esseri umani o topi in monomeri. Sebbene la maggior parte della ricerca sugli anticorpi a dominio singolo sia attualmente basata su domini variabili della catena pesante, è stato anche dimostrato che i nanobodies derivati dalle catene leggere si legano specificamente agli epitopi bersaglio.
È stato dimostrato che gli anticorpi dei camelidi a dominio singolo sono specifici quanto un normale anticorpo e in alcuni casi sono più robusti. Inoltre, sono facilmente isolati utilizzando la stessa procedura di panning dei fagi utilizzata per gli anticorpi tradizionali, consentendo loro di essere coltivati in vitro in grandi concentrazioni. Le dimensioni ridotte e il dominio singolo rendono questi anticorpi più facili da trasformare in cellule batteriche per la produzione di massa, rendendoli ideali per scopi di ricerca.
Gli anticorpi a dominio singolo sono oggetto di ricerca per molteplici applicazioni farmaceutiche e hanno un potenziale per l'uso nel trattamento della sindrome coronarica acuta, cancro  della malattia di Alzheimer.